# Раджаби, Юнус
Юнус Раджаби ( 5 января 1897 года, Ташкент — 23 апреля 1976 года, Ташкент) — советский узбекский композитор, академик, народный артист Узбекской ССР, певец, инструменталист-исполнитель, учёный-фольклорист, организатор и руководитель музыкальных коллективов, педагог, общественный деятель.

## Биография
Юнус Раджаби собрал, систематизировал и записал более полутора тысяч народных песен и инструментальных произведений, бытующих в народной памяти в течение многих веков; он сохранил их для будущих поколений. Фактически, Юнус Раджаби совершил подвиг в области сохранения народной музыки, поскольку до XX века в Узбекистане не существовало нотной записи, в связи с чем мелодии передавались из уст в уста, от одного поколения к другому.

Как сказал о Юнусе Раджаби академик Вахид Захидов: 
«Сорвав покрывало забвения с покрытых пылью столетий прекрасных мелодий, он отшлифовал их, превратил эти драгоценные жемчужины в достояние потомков».
Юнус Раджаби родился в Ташкенте 5 января 1897 года, в махалле «Чакар». Он был последним, 16 ребёнком (10 из которых умерли) в семье Раджаб-ака и Ойша-биби. 
Отец занимался земледелием и животноводством, мать вела хозяйство и смотрела за детьми.
Мама Юнуса Раджаби была женщиной очень одарённой — наизусть читала Коран, увлекалась поэзией, сочиняла стихи, знала множество стихов и с удовольствием декламировала в окружении подруг. А руки у неё были поистине золотыми: она сама дома пряла пряжу, вязала, шила детям одежду. Отец был весёлой увлекающейся натурой, любил искусство, музыку. Он всегда брал маленького Юнуса с собой на народные праздники, вечеринки, свадьбы. Там мальчик впервые услышал выступления известных певцов и приобщился к миру музыки, которая навсегда стала его главной страстью.
Старший брат подарил Юнусу дутар. Отец также поощрял увлечение сына музыкой. Маленький Юнус впервые выступил чайхане Ильхома. У мальчика был абсолютный слух и феноменальная музыкальная память.
Уже в раннем детстве услышав всего лишь раз, даже очень сложную, продолжительную мелодию, он быстро запоминал её и в точности воспроизводил. По соседству с семьёй Раджаби жил известный хафиз Мирзо Касым, и маленький Юнус стал обучаться у него игре на дутаре. В то время его сверстники проводили время в играх на улице, а он часами занимался, совершенствуя исполнительские навыки.
Юнус исполнял музыку М. Касыма:
- «Омон ёр»,
- «Ажам»,
- «Эшвой»
- и другие.

Одновременно он учился в школе и в медресе, выпуск 1913 года. В этом же году умер его отец. Подросток стал работать на бойне для материальной поддержки семьи. Работая, он мечтал лишь вернуться домой и заняться музыкой. После памятного вечера в чайхане, он стал популярным — и известные певцы приглашали его аккомпанировать себе на праздниках и вечеринках. А вскоре произошла встреча, окончательно убедившая юношу в том, что его призвание — музыка. В 1916 году он познакомился с народным певцом Шорахимом Шоумаровым. Дружба переросла в плодовитый творческий союз.
В юношеский период Юнуса Раджаби приобрёл низкий баритон с бархатным тембром. Тогда он начал обучаться пению у хафиза, Мулла Туйчи Ташмухаммедова и вскоре стал его лучшим учеником, овладев техникой пения настолько, что даже часто подменял в концертах своего учителя.
Обнаружились и способности Юнуса к организаторской и педагогической деятельности. Он находил молодых, талантливых юношей и девушек и организовывал кружки, обучая их музыке. Таким образом, ко времени открытия в Ташкенте в 1919 году народной консерватории, он был уже сложившимся исполнителем и опытным педагогом. Поэтому, когда Юнус решил поступать в консерваторию, окружающие отговаривали его: «Ты уже известный музыкант, зачем тебе это надо?» Но Юнус понимал, что ему необходимо профессиональное музыкальное образование. Он стал студентом; в течение 4 лет Юнус совершенствовал игру на дутаре и нае, изучал бухарский Шашмаком, осваивал теоретические дисциплины.
В 1923 году он был направлен в Самарканд, где занялся активной концертной деятельностью, став руководителем театра музыкальной драмы. В Самарканде Юнус встретился с крупнейшим хафизом и дутаристом, знатоком макомов Ходжи Абдулазизом Расулевым; эта встреча во многом определила его творческое кредо. Именно в Самарканде берёт начало историческая миссия Юнуса Раджаби — собирание и запись макомов. Он упорно разыскивал мелодии и песни, записывал их (пригодилось музыкальное образование) и занимался их тщательной обработкой. Он обошёл всю республику в поисках новых произведений.
В это же время Раджаби начинает сочинять свои мелодии и песни, которые тут же становятся популярными, такие, как: «Бахор», «Хаммамиз». В 1927 году возвращается в Ташкент и возглавляет ансамбль народных инструментов в только что организованном радиокомитете. С этого времени вся жизнь Юнуса Раджаби связана с работой на радио. Ансамбль становится популярным не только в республике, но и за её пределами. В 1937 году на Московском радио-фестивале исполнительское искусство ансамбля получило высокую оценку. Ансамбль с большим успехом выступает и по сей день, сделав много для популяризации народных песен и произведений узбекских композиторов. Наступил зрелый период его жизни, период бурного расцвета его дарований. Нет ни одного жанра, в который он не внёс свой творческий вклад. С его именем неразрывно связаны становление и расцвет узбекской музыкальной драмы.
В содружестве с русскими композиторами Б.Надеждиным, В.Успенским, Г. Мушелем он пишет музыку к драмам «Муканна», «Касос», которые с успехом шли на сцене театра имени Хамзы (Узбекском Национальном театре) и других театров. Подготовил радиомонтажи «Навои», «Мукими», «Фуркат». Создаёт такие крупномасштабные произведения для симфонического оркестра, как «Сегох», «Ферганская сюита». Огромен его вклад в развитии оперного искусства Узбекистана. Такие известные оперы как «Зейнаб и Оман», «Назира» были написаны при непосредственном участии Юнуса Раджаби.
А его симфонические сюиты «Уйин баеты», «Семь сюит», «Пахта сюитаси» вошли в число лучших программ ансамбля «Бахор», обогатив его репертуар. Унаследовав от матери любовь к поэзии, он вдохнул второе дыхание, возродив для новой жизни в музыке стихи поэтов-классиков А.Навои, Бабура, Фурката, Мукими. Такие песни как «Ушшок», «Баёт I—II», «Кошки», «Адойи I—II»-сочинённые и с высоким искусством исполнявшиеся певцом, пользовались всенародной любовью. Начиная с 1939 года стал выходить в свет многотомник Раджаби «Узбекская народная музыка».
В каждом из томов более 200 сочинений, а после войны появляется шеститомник «Шашмаком». Большим событием в культурной жизни республики явился выпуск грампластинок с записями «Шашмакома». Записи эти делались в трудных условиях: окна радиокомитета выходили на улицу с трамвайными путями. И для того, чтобы звучание не было испорчено грохотом, записывались с 12 ночи до 5 утра. Эти записи ансамбля до сих пор составляют золотой фонд узбекского радио. Помимо многогранной творческой деятельности Юнус Раджаби проводил большую общественную работу. Дважды избирался депутатом верховного Совета, неоднократно выбирался членом правления Союза композиторов, принимал активное участие в музыкальной жизни.
Несмотря на то, что Юнус Раджаби рано стал признанным педагогом, он никогда не переставал совершенствоваться сам. В 1940 году в составе талантливых музыкантов он был послан в Москву, на курсы композиторов-мелодистов. Руководитель курсов, известный музыковед В.Виноградов впоследствии вспоминал, как сразу же обратил внимание на исключительно аккуратного, собранного и целеустремлённого Юнуса. Он очень внимательно слушал лектора, всё время что-то записывая и постигал с огромным интересом и прилежанием довольно утомительные уроки музыкальной теории. Это вызывало глубокое уважение и в дальнейшем между ними установились дружеские отношения. Многолетняя дружба связывала его с выдающимися композиторами Д. Кабалевским, Д. Шостаковичем.
В один из своих первых приездов в Ташкент Шостакович наслышанный о макомах, выразил желание послушать эту музыку. Его пригласили в радиокомитет. Прослушав более часа макомы в исполнении ансамбля, он, не сдерживая эмоций, со слезами на глазах, расцеловал Юнуса Раджаби. — «Бесподобная музыка!» — воскликнул он и попросил на память кассету с записями.
Да, быстро пролетела жизнь, но, сколько ярких, незабываемых встреч подарила, сколько интересных событий вместила в себя. Ему везло с наставниками и учителями, да и на учеников тоже — они почтительно обращались к нему «устоз». Их у него более 300. Многими сегодня гордится узбекское искусство. В их числе: Дони Зокиров, Нодира Ахмедова, Фахритдин Садиков, Саттор Ярашев, Тамара Ханум.
Как и многие талантливые люди Юнус Раджаби был талантлив во всём. Он прекрасно рисовал. Несколькими штрихами карандаша создавал всеми узнаваемый образ, всегда подчёркивая лишь лучшие качества человека. Он мог прекрасно приготовить национальные блюда. Раджаби был замечательным рассказчиком, обладая искромётным чувством юмора.- «Если в компании Юнус-ака — скучно не будет»- говорили те, кто его знал. Он стоял, слушал и вдруг неожиданно произнёс — «Великим человеком был Попов — он изобрёл радио».
Воцарилась тишина и все недоуменно посмотрели на него — «Когда надоест слушать — всегда можно убрать звук» — закончил он. Смущённые музыканты, молча продолжили репетицию. Воистину природа щедро одарила его, но и он сполна реализовал этот дар. Во многом это стало возможным благодаря крепкому тылу — его семье, его верной спутнице жизни. Юнус Раджаби был высоким, интересным молодым человеком. К тому же талантливым и обходительным. В той артистической среде, где он вращался, многие красивые девушки мечтали завоевать его сердце. Но его мама, зная об этом, сказала:- «Сынок, тебе нужна скромная, домашняя жена».
Он последовал мудрому совету матери и ни разу не пожалел об этом. Его Кумри была именно такой женой. Она интуитивно, по-женски поняла, что жизнь рядом с таким человеком — это служение. Служение его таланту, его интересам. И всё делала для этого: создала дома уют, спокойную, благожелательную атмосферу, в которой ничего не мешало музыканту заниматься творчеством. Родила 12 детей. Все они получили высшее образование. Среди них есть народные, заслуженные артисты, заслуженные врачи, кандидаты наук, педагоги, музыканты, они и не могли быть другими — ведь перед глазами у них был пример отца — неустанного труженика.

## Награды и звания
- орден Трудового Красного Знамени (26.08.1967, ?)
- орден «Знак Почёта» (25.12.1944, 16.01.1950)
- Народный артист Узбекской ССР (1953)
- орден Ленина (18.03.1959)[1]
- Государственная премия Узбекской ССР имени Хамзы (1971)[2]
- Орден «Буюк хизматлари учун» (25 августа 2000 года) — посмертно[3]

## Память
- В честь Юнуса Раджаби названа станция метро в Ташкенте.
- В Ташкенте, по адресу улица Юнус Раджаби (метро Космонавтов), дом 20, находится дом-музей[4] Юнуса Раджаби.
- Учебное заведение в г. Ташкенте Ташкентский педагогический колледж им. Ю. Раджаби